# همه یا هیچ: تاتنهام هاتسپر
همه یا هیچ: تاتنهام هاتسپر (انگلیسی: All or Nothing: Tottenham Hotspur) یک مجموعهٔ مستند ورزشی، دربارهٔ رخدادهای فصل ۲۰–۲۰۱۹ تیم فوتبال تاتنهام هاتسپر است. فصلی که برای این تیم لندنی دشوار گذشت؛ از طرفی در پی برکناری مائوریسیو پوچتینو از مربیگری تیم، ژوزه مورینیو به‌عنوان مربی جدید انتخاب شد و از طرف دیگر، دنیاگیری کووید-۱۹ باعث وقفه در بازی‌ها گردید. این مستند عضوی از مجموعه مستندهای همه یا هیچ است که سه قسمت نخست آن در ۳۱ اوت ۲۰۲۰ و قسمت‌های بعدی نیز در ۷ سپتامبر و ۱۴ سپتامبر منتشر شد. راوی این مجموعه، تام هاردی است.

## تولید
اولین بار در اکتبر ۲۰۱۹ بود که اعلام شد تیم تاتنهام هاتسپر، موضوع مستندی از مجموعه مستندهای همه یا هیچ آمازون پرایم خواهد بود. در ابتدا این مجموعه برای هشت قسمت برنامه‌ریزی شده‌بود اما به دلیل دنیاگیری کووید-۱۹ و به دنبال آن توقف بازی‌های فوتبال، یک قسمت دیگر نیز اضافه شد که پس از برگزاری مجدد بازی‌ها است.